# Joško Gvardiol
Joško Gvardiol (* 23. ledna 2002 Záhřeb) je chorvatský profesionální fotbalista, který hraje na pozici středního či levého obránce za anglický klub Manchester City FC a za chorvatský národní tým.
Gvardiola, rodáka ze Záhřebu, v létě 2020 vykoupil z Dinama Záhřeb za 16 miliónů eur bundesligový klub RB Leipzig.

## Klubová kariéra
Gvardiol s fotbalem začal v NK Trešnjevka. Tam si ho vyhlédly dva největší záhřebské kluby, Dinamo a Lokomotiva, a Gvardiolova rodina si vybrala Dinamo. V říjnu 2019 ho britský deník The Guardian zařadil na seznam 60 největších talentů světového fotbalu, objevil se zde po boku Adama Hložka nebo Ansu Fatiho. Ligový debut za Dinamo si připsal 18. října 2019 v utkání proti HNK Gorica. Ve svém druhém zápase, hraném 2. listopadu s Interem Zaprešić, svým premiérovým gólem rozhodl o výhře 1:0, zároveň se stal šestým nejmladším střelcem historie Dinama. Dne 25. června 2020 podepsal v Dinamu novou pětiletou smlouvu. Z této smlouvy ho už ale v září 2020 vykoupil německý klub RB Leipzig, který s Gvardiolem podepsal smlouvu s platností od 1. července 2021.

## Reprezentační kariéra
Do svých devatenácti stihl dva chorvatské tituly a účast na Euru. Při osmifinále se dopustil naivní chyby, když se o přestávce běžel napít, avšak se zavčas nestihl vrátit na svou pozici a soupeř vstřelil gól. Nebyl sice vítězný, neboť se o španělském postupu rozhodlo až v prodloužení, leccos to ovšem napovídalo.

## Styl hry
Má robustnější postavu a je silný v hlavičkových soubojích.